# Eigenimport
Als Eigenimport wird allgemein ein Import von Gütern bezeichnet, der durch Privatpersonen und nicht durch einen Händler vorgenommen wird.

## Ursache
Hersteller verkaufen Produkte in verschiedenen Gebieten zu unterschiedlichen Preisen. So sind Kraftfahrzeuge im sicheren Heimatmarkt häufig teurer als in fremden Märkten, wo der Käufer eher anderen Produkten die Präferenz gibt. So war der VW Sharan in Großbritannien billiger als der baugleiche Ford Galaxy, in Deutschland war es umgekehrt. Außerhalb der Eurozone führen auch Unterschiede der Wechselkurse zu großen Preisunterschieden.
Eine weitere Ursache ist, dass bestimmte Modelle nicht in allen Ländern angeboten werden. So war das Lancia Kappa Coupé nur auf wenigen Märkten erhältlich. Gegenwärtig wird der VW Routan nur in den USA angeboten.

## Vorgang
Im Rahmen des freien Wettbewerbs bestraft die EU Hersteller, die den Autokauf im Ausland behindern. Markenhändler, die Käufern aus anderen Gebieten Fahrzeuge verkaufen, sind wiederholt Repressalien ausgesetzt gewesen. Garantie- und Gewährleistungsrechte bleiben innerhalb der EU gewährt.
Mittlerweile ist der Eigenimport nicht mehr verbreitet, da sich einige Händler auf EU-Importe spezialisiert haben und durch die Nutzung von Mengenrabatten ebenso billig sind.

## Probleme
Ein Problem bei Eigenimporten von Kraftfahrzeugen war früher die Fahrzeuggenehmigung. Während sich im Normalfall der Importeur um eine Typengenehmigung eines Fahrzeuges kümmern musste und damit einen Typenschein ausstellen konnte, musste der Eigenimporteur um eine Einzelgenehmigung ansuchen, was mit einem Mehraufwand verbunden war.
Mittlerweile wurde dieses Problem durch eine europaweite Übereinstimmungsbescheinigung gelöst. Dieses Certificate of Conformity, abgekürzt als COC bekannt, ist ein Dokument, welches die EU-Normen für Kraftfahrzeuge enthält. Diese Bescheinigung wird vom Fahrzeughersteller ausgestellt und gibt alle technischen Details und Merkmale des Fahrzeugs an. Durch dieses Dokument wurde der Eigenimport deutlich vereinfacht.

## Ähnliche Begriffe
- Parallelimport
- Reimport
- Grauimport
- Direktimport